# Petra Masácová
Petra Masácová (ur. 4 grudnia 1973 w Bratysławie) – słowacka polityk i samorządowiec, parlamentarzystka i obserwatorka w Parlamencie Europejskim.

## Życiorys
W latach 1992–2000 studiowała na Uniwersytecie Komeńskiego w Bratysławie, specjalizując się w filologii angielskiej i germańskiej. W 2010 uzyskała na tej uczelni licencjat na wydziale zarządzania. Od 1993 do 1996 zatrudniona jako asystent produkcji u publicznego nadawcy Slovenská televízia, była też trenerką siatkówki i jazdy konnej. Później pracowała przy kampanii wyborczej Słowackiej Koalicji Demokratycznej i jako sekretarka w kancelarii premiera.
W 2000 zaangażowała się w działalność polityczną w ramach Słowackiej Unii Chrześcijańskiej i Demokratycznej. Należała do władz jej młodzieżówki Nová Generácia oraz organizacji kobiecej Združenie žien SDKÚ-DS. W kadencji 2002–2006 zasiadała w Rady Narodowej w zastępstwie za Juraja Liškę. Od 2002 do 2004 pozostawała obserwatorem w Parlamencie Europejskim (należała do Europejskiej Partii Ludowej), reprezentowała też Słowację w Zgromadzeniu Parlamentarnym NATO. Działała jednocześnie w samorządzie, była radną stołecznej dzielnicy Nové Mesto (2002–2010) oraz gminy Chorvátsky Grob (2010–2014). W późniejszych latach zajmowała stanowisko dyrektorskie w organizacji Interact EU.